# 金章 (成化進士)
金章（1446年—？），字相用，雲南雲南中衛軍籍直隸蘇州府崑山縣人，明朝政治人物。

## 生平
早年出身雲南府學生，成化十年（1474年）甲午科雲南鄉試第十六名舉人，十一年（1475年）中式乙未科會試第一百八十名，三甲第一百三十七名進士。授黄梅知縣，擢授南京福建道監察御史，丁憂，服闋，弘治元年（1488年）七月復除南京浙江道御史。八年二月升福建按察司佥事，丁憂歸，服闋，十二年十月復除廣東佥事，十四年五月总督刘大夏等言其素行不谨，被黜職。

## 家族
曾祖金永昌；祖父金通；父金鋹。弟金冕，弘治進士。